# Umohoite
La umohoite è un minerale.